# TV를 말한다
TV를 말한다는 1993년 11월 7일부터 1998년 1월 25일까지 방송되었던 TV비평 옴부즈맨 프로그램이다.